# 瀨名光莉
瀨名光莉（日语：瀬名きらり，1997年6月6日—），日本偶像歌手。前AV女優。所屬事務所是NAX。

## 簡歷
2017年7月以PRESTIGE的專屬女優身分在AV界出道。
2018年2月與並木優和結真希奈組成偶像團體「ロリィタ白昼夢RH」並販售CD。
2018年7月1日宣布離開PRESTIGE並成為企劃單體女優。

## 人物
出身於島根縣（島根縣上空にある“きらきら星”の妖精）。
興趣是唱卡拉OK和風呂。

## 外部連結
- 瀬名きらり 特設ページ （页面存档备份，存于） - PRESTIGE官方網站